# یواس‌اس گمبل (دی‌دی-۱۲۳)
یواس‌اس گمبل (دی‌دی-۱۲۳) (به انگلیسی: USS Gamble (DD-123)) یک کشتی بود که طول آن ۹۶٫۱۴ متر (۳۱۵٫۴ فوت) بود. این کشتی در سال ۱۹۱۸ ساخته شد.